# سيباستيان هولمن
سيباستيان هولمن (بالسويدية: Sebastian Holmén)‏ هو لاعب كرة قدم سويدي في مركز الدفاع، ولد في 29 أبريل 1992 في بوروس في السويد. شارك مع منتخب السويد تحت 21 سنة لكرة القدم ومنتخب السويد لكرة القدم. أما مع النوادي، فقد لعب مع دينامو موسكو ونادي إلفسبورغ.

## وصلات خارجية
- سيباستيان هولمن على موقع الاتحاد الأوربي (الإنجليزية)
- سيباستيان هولمن على موقع اتحاد السويد (السويدية)
- سيباستيان هولمن على موقع اتحاد تركيا (لاعب) (الإنجليزية)
- سيباستيان هولمن على موقع قاعدة بيانات كرة القدم.إي يو (الإنجليزية)
- سيباستيان هولمن على موقع ناشيونال فوتبول تيمز (الإنجليزية)
- سيباستيان هولمن على موقع Soccerway.com (الإنجليزية)
- سيباستيان هولمن على موقع عالم كرة القدم.نت (الإنجليزية)